# 宇和島市立伊達博物館
宇和島市立伊達博物館（うわじましりつだてはくぶつかん）は、愛媛県宇和島市にある博物館である。1974年に開館。

## 概要
昭和47年（1972年）の市制50周年記念事業の一環で、伊達家屋敷跡に建設。慶長19年（1614年）、伊達政宗の子である伊達秀宗が初代宇和島藩藩主となり、以降9代藩主伊達宗徳に至るまで当地を治めた伊達家伝来の貴重な史料や、宇和島に関する文化遺産を展示する。構内には芝不器男および松根東洋城の句碑、8代藩主伊達宗城像などがある。
所蔵品のうち豊臣秀吉画像（国の重要文化財、宇和島伊達文化保存会所有）が著名である。
開館から40年以上に経って劣化となり、近い将来起こるとされている南海トラフ地震・津波などの対策の耐震性が満たさないため、市が設けた「建替委員会」の会合で、天赦公園内に移転することが決まった。。2021年9月10日に建設設計業務の受託候補者を東京の隈研吾都市設計事務所に決めたと公表。天赦公園内に移転し、2026年度の予定。しかし、2022年に天赦公園への移転を巡って、反対する市民グループが5月11日まで移転改築の是非を問う住民投票条例制定の直接請求に向けて署名活動を実施している。